# Cornelis Willem de Rhoer
Cornelis Willem de Rhoer (Deventer, 26 september 1751 - Utrecht, 15 januari 1821) was een Nederlandse historicus, redenaar, filoloog en rechtswetenschapper.

## Geboorte en scholing
Cornelis Willem de Rhoer werd in Deventer geboren als zoon van de theoloog Jacobus de Rhoer en Maria Hillegonda Slocker. In zijn geboortestad ging hij naar het plaatselijke Athenaeum Illustre. Daarna vervolgde hij zijn studie aan de Universiteit Groningen en de Leidse universiteit. In Groningen promoveerde hij in 1773 in de rechten.

## Loopbaan
De Rhoer vestigde zich na zijn promotie als advocaat in Groningen, waarna hij in 1777 benoemd werd tot hoogleraar in de historie, de welsprekendheid en het Grieks aan de Universiteit van Harderwijk. Aldaar doceerde hij vanaf 1784 eveneens vaderlandse geschiedenis. In 1787 won hij de gouden penning van een prijsvraag van Teylers Tweede Genootschap over de geloofwaardigheid van Herodotus als geschiedschrijver.
Onder het bewind van de Bataafse Republiek werd De Rhoer voor het district Harderwijk in 1796 tot lid van de Eerste Nationale Vergadering verkozen, waar hij tot het kamp van de federalisten behoorde. Hij maakte deel uit van de eerste constitutiecommissie (de commissie van eenentwintig), van wie het Plan van Constitutie (1796) in 1797 echter werd verworpen (zie Staatsregeling 1798). Van 20 maart tot 3 april 1797 was De Rhoer voorzitter (een roulerend ambt) van de Nationale Vergadering. Hij werd niet verkozen voor de Tweede Nationale Vergadering, die in september datzelfde jaar begon.
Na zijn politieke jaren keerde De Rhoer terug naar de wetenschap. Hij werkte vanaf 1798 tot aan zijn dood als hoogleraar aan de Universiteit Utrecht, waar hij in het academisch jaar 1801-1802 fungeerde als rector magnificus.